# Oratorio di San Carlo (Castel Goffredo)
L'oratorio di San Carlo  è un edificio religioso situato in località Gambaredolo,  sulla strada che da Castel Goffredo conduce a Ceresara, in provincia di Mantova.

## Storia e descrizione

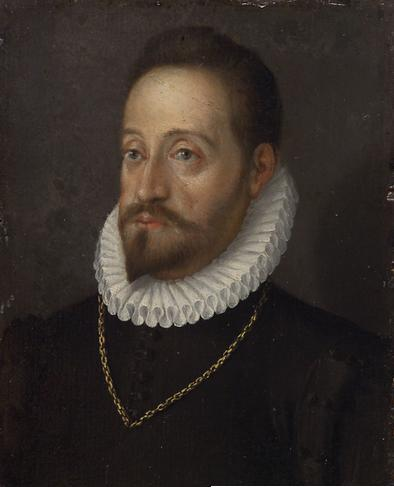
Alfonso Gonzaga

Gambaredolo, Corte Gambaredolo

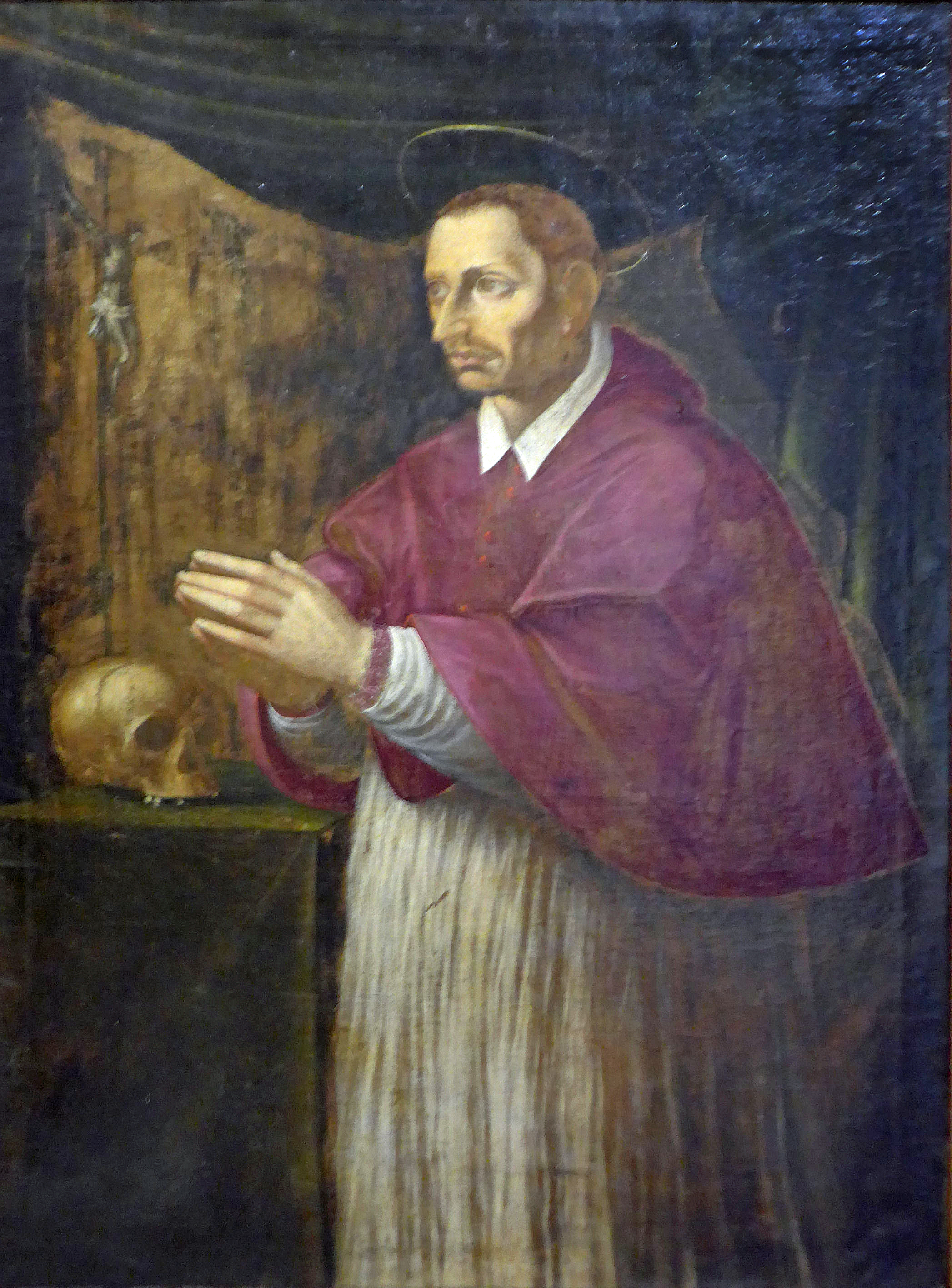
San Carlo Borromeo, XVII secolo, appartenente all'Oratorio di San Carlo e ora al MAST Castel Goffredo.

La chiesetta, dotata di piccolo campanile, è dedicata a san Carlo Borromeo ed è costruita a pianta semplice quadrata con struttura a croce latina. Edificata a ridosso della casa padronale, fa parte della Corte Gambaredolo, complesso di edifici rinascimentali fatti edificare dal marchese Aloisio Gonzaga di Castel Goffredo nei primi decenni del Cinquecento e destinati a luogo di villeggiatura dei “Gonzaga di Castel Goffredo”.
Qui il 7 maggio 1592 venne assassinato il marchese Alfonso Gonzaga per motivi ereditari da otto sicari inviati dal nipote Rodolfo Gonzaga di Castiglione.
Dopo la morte di Alfonso, nel 1610, il possesso della corte passò all'unica figlia Caterina che effettuò migliorie agli edifici e nel 1615 fece edificare l'oratorio, sul luogo dell'assassinio del padre.
Nel 1657 l'oratorio di San Carlo e la corte vennero visitati dal cardinale Pietro Ottoboni, della diocesi di Brescia, alla quale la chiesa appartenne sino alla fine del Seicento.
Passata sotto la diocesi di Mantova, nel 1777 la chiesa fu visitata dal vescovo Giovanni Battista de Pergen.
All'interno della chiesa, ora sconsacrata, era custodita la Pala di San Carlo, dipinto del XVII secolo, conservata negli archivi della Parrocchia di Castel Goffredo.